# Richard Borrmann
Richard Borrmann (* 27. Dezember 1852 auf Gut Orle, Westpreußen; † 26. März 1931 bei Berlin) war ein deutscher Architekt, Bauforscher, Bauhistoriker und Hochschullehrer.

## Leben
Richard Borrmann war ein Sohn des Rittergutsbesitzers Alexander Borrmann und dessen Ehefrau Adele Borrmann geb. Jakobi (der Tochter eines Pfarrers). Er besuchte von 1866 bis 1876 die Landesschule Pforta und studierte von 1874 bis 1878 an der Berliner Bauakademie bei Friedrich Adler Architektur. Nach der Bauführer-Prüfung (dem 1. Staatsexamen im Baufach) begleitete Borrmann als Referendar seinen Lehrer nach Olympia, wo er an den letzten drei der insgesamt sechs Grabungskampagnen teilnahm. Ein Schwerpunkt seiner Aufgabe war die Untersuchung und Rekonstruktion der Dachterrakotten. Studienreisen führten ihn während dieser Jahre durch weite Teile Griechenlands, nach Sizilien und Konstantinopel.
Nach dem einstweiligen Ende der Grabungen in Olympia legte Borrmann 1885 das 2. Staatsexamen zum Regierungsbaumeister (Assessor) ab und arbeitete in der staatlichen preußischen Hochbauverwaltung. Ab 1887 verfasste er im Auftrag des Berliner Magistrats ein Inventar der Bau- und Kunstdenkmäler von Berlin (vergleiche Schriften). Von 1892 bis 1904 arbeitete Borrmann als Direktorialassistent am Kunstgewerbemuseum Berlin. Er beschäftigte sich hier mit antiken, mittelalterlichen, islamischen und zeitgenössischen Baudenkmälern. Am 1. April 1904 übernahm Borrmann als Nachfolger von Friedrich Adler den Lehrstuhl für Baugeschichte an der Technischen Hochschule (Berlin-)Charlottenburg. Im akademischen Jahr 1908/1909 war er Rektor der Hochschule, seit 1919 Leiter des der Hochschule angegliederten Schinkelmuseums. Seine Vorlesungen behandelten hauptsächlich städtebauliche Themen. Für seine Verdienste wurde Borrmann der Charakter eines Geheimen Baurats verliehen, und er wurde zum Mitglied der Preußischen Akademie des Bauwesens ernannt. Die Technischen Hochschule Berlin und die Technische Hochschule München verliehen ihm die Ehrendoktorwürde (als Dr.-Ing. E. h.). 1921 wurde er emeritiert.
Er fand seine letzte Ruhestätte auf dem Dreifaltigkeitskirchhof II in Berlin-Kreuzberg.

## Schriften (Auswahl)
- (mit Karl Siebold, Friedrich Graeber, Wilhelm Dörpfeld): Über die Verwendung von Terrakotten am Geison und Dache griechischer Bauwerke. G. Reimer, Berlin 1881. (Digitalisat bei der Universitätsbibliothek Heidelberg)
- Die Bau- und Kunstdenkmäler von Berlin. Mit einer geschichtlichen Einleitung von P. Clauswitz. Julius Springer, Berlin 1893 / als Nachdruck: Gebr. Mann, Berlin 1982, ISBN 3-7861-1356-4. (Digitalisat bei der ZLB / Textarchiv – Internet Archive / eingeschränkte Vorschau bei Google Bücher)
- (als Herausgeber): Aufnahmen mittelalterlicher Wand- und Deckenmalereien in Deutschland. Ernst Wasmuth, Berlin 1897 (Band 1) / 1928 (Band 2).
- Die Baukunst des Altertums und des Islam im Mittelalter. E. A. Seemann, Leipzig 1904.
- Vom Städtebau im islamischen Osten. Wilhelm Ernst & Sohn, Berlin 1914.
- Baalbek. In: Zeitschrift für Bauwesen. Nr. 10, 1922, S. 249–254 (zlb.de).
- Der Hochbau in Berlin. In: Architekten-Verein zu Berlin (Hrsg.): Hundert Jahre Architekten-Verein zu Berlin 1824–1924. Wilhelm Ernst & Sohn, Berlin 1924, S. 21–32.